# Buchonomyia thienemanni
Buchonomyia thienemanni är en tvåvingeart som beskrevs av Ernst Josef Fittkau 1955. Buchonomyia thienemanni ingår i släktet Buchonomyia och familjen fjädermyggor. Inga underarter finns listade i Catalogue of Life.